# Liste der Naturdenkmale in Neenstetten
| Naturdenkmale | Anzahl |
| ------------- | ------ |
| FND           | 1      |
| END           | 6      |
| Gesamt        | 7      |

Die Liste der Naturdenkmale in Neenstetten nennt die verordneten Naturdenkmale (ND) der im baden-württembergischen Alb-Donau-Kreis liegenden Gemeinde Neenstetten.
In Neenstetten gibt es insgesamt sieben als Naturdenkmal geschützte Objekte, davon ein flächenhaftes Naturdenkmal (FND) und sechs Einzelgebilde-Naturdenkmale (END).
Stand: 1. November 2016.

## Flächenhafte Naturdenkmale (FND)
| Name                         | Bild | Kennung     | Einzelheiten | Position | Fläche Hektar | Datum        |
| ---------------------------- | ---- | ----------- | ------------ | -------- | ------------- | ------------ |
| Trockenhang des Trutteltales | BW   | 84250830005 | Neenstetten  | ⊙        | 0,8           | 4. Dez. 1996 |
| Legende für Naturdenkmal     |      |             |              |          |               |              |

## Einzelgebilde (END)
| Name                          | Bild | Kennung     | Einzelheiten | Position | Fläche Hektar | Datum        |
| ----------------------------- | ---- | ----------- | ------------ | -------- | ------------- | ------------ |
| Dorfplatzlinde                | BW   | 84250830001 | Neenstetten  | ⊙        | 0,0           | 4. Dez. 1996 |
| Kastaniengruppe (5 Kastanien) | BW   | 84250830007 | Neenstetten  | ⊙        | 0,0           | 4. Dez. 1996 |
| Linde                         | BW   | 84250830003 | Neenstetten  | ⊙        | 0,0           | 4. Dez. 1996 |
| Linde                         | BW   | 84250830004 | Neenstetten  | ⊙        | 0,0           | 4. Dez. 1996 |
| Schießlinde                   | BW   | 84250830002 | Neenstetten  | ⊙        | 0,0           | 4. Dez. 1996 |
| 5 Linden                      | BW   | 84250830006 | Neenstetten  | ⊙        | 0,0           | 4. Dez. 1996 |
| Legende für Naturdenkmal      |      |             |              |          |               |              |